# 三等重役
『三等重役』（さんとうじゅうやく）は、源氏鶏太による日本の小説であり、同作を原作とした1952年（昭和27年）製作・公開の日本の長篇劇映画、および『続三等重役』『一等社員 三等重役兄弟篇』の3作のシリーズである。映画版は『新三等重役』に始まる第2シリーズを生んだ。

## 略歴・概要
小説『三等重役』は、源氏鶏太が1951年（昭和26年）8月12日号から1952年（昭和27年）4月13日号まで、週刊誌『サンデー毎日』（毎日新聞社）に連載した、毎週読みきりで長篇小説を成す形式の小説であった。
「三等重役」とは「サラリーマン重役」のことで、創業社長でもオーナー社長でもなく、一般社員と意識的にも能力的にもさほど変わりのない人物が取締役、あるいは社長になったことを指し、源氏鶏太の本作によって広まった語である。本作の場合は、前社長が戦争協力者とされて公職追放され、思いもよらなかった人物が社長になる話である。
単行本は、1951年のうちにまず1冊目が毎日新聞社から刊行され、翌1952年に『三等重役 続』、『三等重役 続々』が刊行された後に、同年『合本三等重役』が刊行されている。1957年（昭和32年）には新潮文庫に採用された。⇒ #ビブリオグラフィ
本作は映画化され、「三等重役」を演じた河村黎吉もさることながら、それに振り回される人事課長を演じた森繁久彌に人気が集まり、シリーズ化された。森繁を映画スターにした最初の作品であり、原作の源氏鶏太も、『新・三等重役』を同じ『サンデー毎日』誌に1958年（昭和33年）11月2日号から1960年（昭和35年）6月19日号の長きに渡り連載することとなった。それにともない、1959年（昭和34年）には森繁を主演に『新・三等重役』が映画化され、シリーズ化された。
後に、源氏鶏太は人気を博した理由を「当時の世の中は暗く重役と社員との間の人間関係の理想、夢を書いた。それが喜ばれたのではないか」と分析している。

## 小説

### あらすじ
とある地方都市の一流企業の南海産業。前社長の奈良が追放された為、社長の座に就いた桑原は人事課長である浦島太郎と共に社内の事件や社員の結婚等の問題を解決していく。

### 登場人物
桑原
社長。恐妻家。戦争中は総務部長をしていた。
浦島太郎
人事課長。桑原からは老獪であると言われている。
若原
秘書課勤務。加島とは親友であり、学校も同じ。
久保青子
秘書課勤務。以前は経理課に所属。
桑原千里
桑原の妻。世話好き。
桑原名代子
桑原の娘。
立野鶴子
奈良の二号。「鶴の家」という料亭を経営。
奈良
前社長。復帰直前に脳溢血で倒れる。「オールいかん」が口癖。
奈良由起子
奈良の娘。マグノリア美容院の経営者。
森山
社交団体南海クラブの会員。市会議員。
森山亮助
森山の息子。当初の仕事振りは毎日遅刻し、定時になるとすぐ帰る等やる気のなさが目立つ。その後古沢と出会って真面目になった。
古沢牧子
人事課社員。
加島次郎
名代子の交際相手。高砂機械工業に勤務。父は海山商事の専務取締役。

## 映画

### 三等重役
『三等重役』（さんとうじゅうやく）は、1952年（昭和27年）製作、同年5月29日公開の日本の長篇劇映画である。森繁久彌が出演した新東宝製作・配給の映画『チャッカリ夫人とウッカリ夫人』の公開のわずか5日後に公開されている。

#### スタッフ・作品データ
- 製作 - 藤本真澄
- 監督 - 春原政久
- 原作 - 源氏鶏太
- 脚本 - 山本嘉次郎、井手俊郎
- 撮影 - 玉井正夫
- 照明 - 大沼正喜
- 美術 - 北川恵笥
- 録音 - 下永尚
- 音楽 - 松井八郎
- 監督助手 - 筧正典
- 製作主任 - 金巻博司
- 製作・配給 : 東宝
- フォーマット : 白黒映画 - スタンダードサイズ（1.37:1） - モノラル録音

#### キャスト
- 小川虎之助 - 奈良前社長
- 三好栄子 - 夫人・とり子
- 関千恵子 - 娘・由起子
- 河村黎吉 - 桑原社長
- 沢村貞子 - 夫人・千里
- 井上大助 - 息子・大助
- 森繁久彌 - 浦島人事課長
- 千石規子 - 同夫人
- 小林桂樹 - 若原
- 島秋子 - 久保青子
- 大泉滉 - 村尾
- 木匠久美子 - 木原トキ子
- 清水一郎 - 高野営業部長
- 荒木道子 - 同夫人
- 村上冬樹 - 千葉庶務課長
- 高堂国典 - 勝田頭取
- 城正彦 - 息子・亮助
- 音羽久米子 - ニューヨークのマダム
- 坪内美子 - お鶴
- 進藤英太郎 - 藤山社長
- 岡村文子 - 夫人・京子
- 藤間紫 - おこま
- 小野文春 - 田口出張所長
- 越路吹雪 - 道子
- 野田幸信 - 給士・大山太郎
- 清川玉枝 - 「久の家」のお内儀
- 堺左千夫 - 出張所社員A　*ノンクレジット

### 続三等重役
『続三等重役』（ぞくさんとうじゅうやく）は、1952年（昭和27年）製作、同年9月4日公開の日本の長篇劇映画である。

#### スタッフ・作品データ
- 製作 : 藤本真澄
- 監督 : 鈴木英夫
- 原作 : 源氏鶏太
- 脚本 : 松浦健郎
- 撮影 : 飯村正
- 照明 : 大沼正喜
- 美術 : 北川恵笥
- 録音 : 西川善男
- 編集 : 岩下広一
- 音楽 : 三木鶏郎
- 助監督 : 日高繁明
- 製作・配給 : 東宝
- フォーマット : 白黒映画 - スタンダードサイズ（1.37:1） - モノラル録音

#### キャスト
- 河村黎吉 - 桑原社長
- 森繁久彌 - 浦島人事課長
- 千石規子 - 浦島夫人
- 小林桂樹 - 若原
- 伊豆肇 - 大野君
- 進藤英太郎 - 藤山さん
- 小川虎之助 - 奈良前社長
- 井上大助 - 大助クン
- 沢村貞子 - 桑原千里夫人
- 岡村文子 - 藤山京子夫人
- 藤間紫 - おこま
- 島秋子 - 青子さん
- 広瀬嘉子 - 女中お恵
- 榎本美佐江 - 鶯芸者

### 一等社員 三等重役兄弟篇
『一等社員 三等重役兄弟篇』（いっとうじゅうやく さんとうじゅうやくきょうだいへん）は、1952年（昭和27年）製作、1953年（昭和28年）1月3日公開の日本の長篇劇映画である。『三等重役』のシリーズであるが、原作は『三等重役』の源氏鶏太による短篇『一等サラリーマン』と『社員食堂開設』である。

#### スタッフ・作品データ
- 製作 : 藤本真澄
- 監督 : 佐伯幸三
- 原作 : 源氏鶏太
- 脚本 : 松浦健郎
- 撮影 : 鈴木博
- 照明 : 石川緑郎
- 美術 : 北川恵笥
- 録音 : 小沼渡
- 編集 : 大井幸造
- 音楽 : 鈴木静一
- 助監督 : 筧正典
- 製作・配給 : 東宝
- フォーマット : 白黒映画 - スタンダードサイズ（1.37:1） - モノラル録音
- 同時上映：「びっくり六兵衛」（東京映画作品、原作：目黒専吉、監督：組田彰造、主演：伴淳三郎）

#### キャスト
- 森繁久彌 - 天栗太郎
- 小林桂樹 - 林敬介
- 伊豆肇 - 伊東五郎
- 小泉博 - 中泉清
- 八千草薫 - 足利たか子
- 島秋子 - 品子
- 田代百合子 - 千代子
- 藤間紫 - お春
- 坪内美子 - 善子夫人
- 沢村貞子 - 万里子夫人
- 十朱久雄 - 丹下課長

## ビブリオグラフィ
国立国会図書館所蔵のもの。
- 初出 : 『サンデー毎日』連載、毎日新聞社、1951年 - 1952年
- 『三等重役』、毎日新聞社、1951年
- 『三等重役 続』、毎日新聞社、1952年
- 『三等重役 続々』、毎日新聞社、1952年
- 『合本三等重役』、毎日新聞社、1952年 - 以降底本
- 『三等重役』、新潮文庫、新潮社、1957年 / 1961年 / 1979年 ISBN 4101118019
- 『三等重役』、東方社、1962年
- 『源氏鶏太全集』第1巻、講談社、1965年
- 『現代長編文学全集』第32巻、講談社、1968年
- 『源氏鶏太自選作品集』第1巻、講談社、1974年

## 関連事項
- 公職追放
- 戦後復興期
- 高度経済成長
- 新三等重役 - 小説・映画の続篇
- 社長シリーズ

## 註
1. 1 2  三等重役、デジタル大辞泉、小学館、コトバンク、2009年11月13日閲覧。
2. ↑  輝く一筋の精進 紫綬・藍綬・黄綬褒章の受章者決まる 源氏鶏太さんら89人『朝日新聞』1976年（昭和51年）10月27日夕刊、3版、8面
3. ↑  一等社員、キネマ旬報、2009年11月13日閲覧。
4. ↑  国立国会図書館NDL-OPAC、「三等重役」検索結果、国立国会図書館、2009年11月13日閲覧。